# Fries & Höpflinger
Fries & Höpflinger AG es el nombre de una empresa alemana que se dedicó a la producción de rodamientos en Schweinfurt. Fundada en 1890 y absorbida por el Grupo SKF en 1929, llegó a ser una de las compañías líderes mundiales de su sector, formando parte de las "Tres Grandes" fábricas de cojinetes de Schweinfurt (Kugelfischer, Fichtel & Sachs, y la propia Fries & Höpflinger).

## Historia

### Fundación
En 1890, Wilhelm Höpflinger, que había trabajado con el inventor e industrial Friedrich Fischer en el desarrollo de la máquina amoladora automática de las bolas de acero utilizadas en los rodamientos, fundó con Engelbert Fries su propia empresa (denominada Fries & Höpflinger), dedicada a la fabricación de bolas y rodamientos de bolas, que al poco tiempo comenzó a exportar a numerosos países de todo el mundo. Höpflinger estuvo a cargo de la dirección técnica y Fries se encargó de la parte comercial del negocio.
En 1896, la empresa pasó a llamarse "Deutsche Gußstahlkugel- und Maschinenfabrik AG" cuando se convirtió en una sociedad por acciones. Sin embargo, la empresa siguió conociéndose coloquialmente de forma predominante con el nombre de sus dos fundadores, y en 1927 se le devolvió oficialmente el antiguo nombre Fries & Höpflinger. El principal accionista era la Banca de los Hermanos Arnhold de Dresde.

### Auge

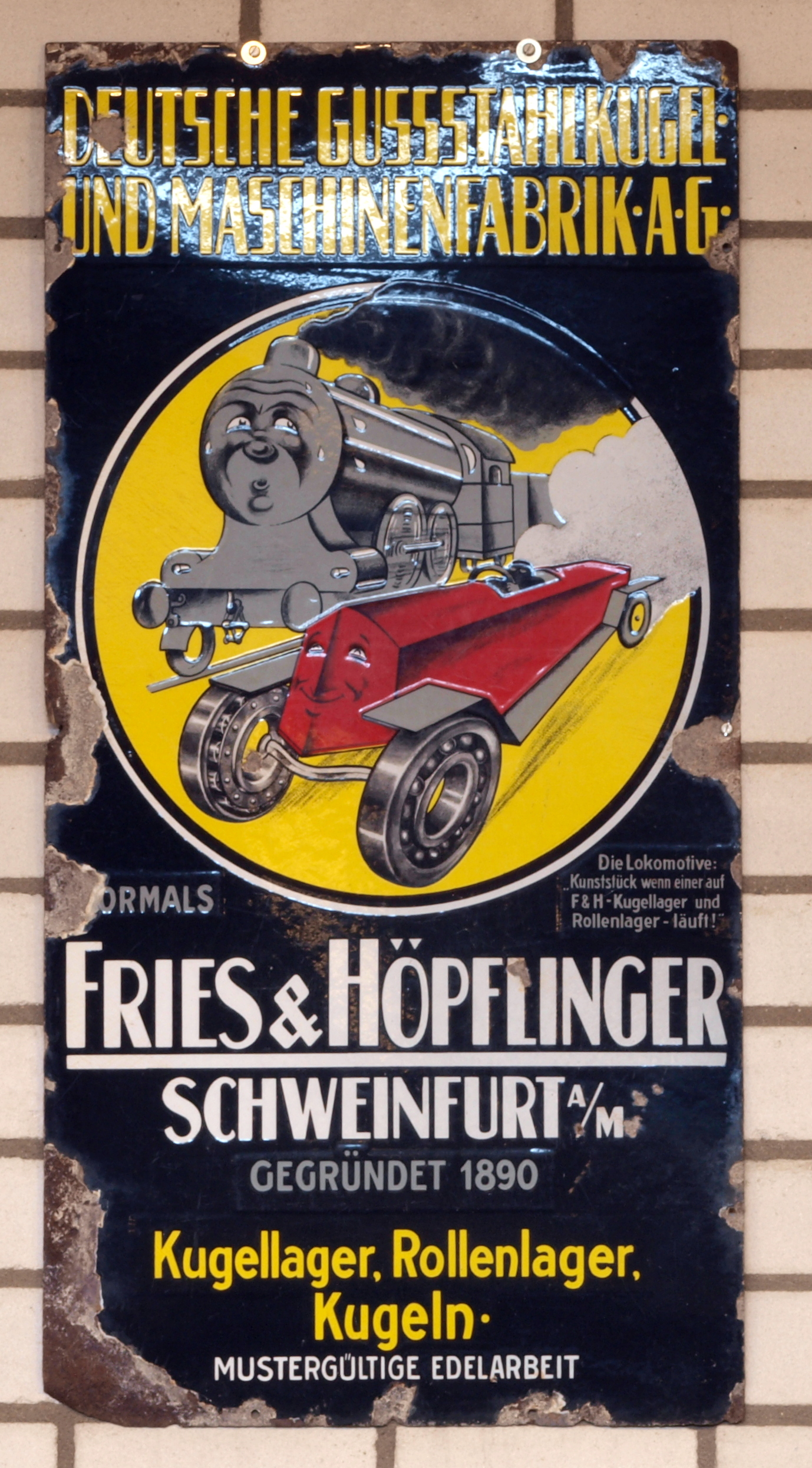
Anuncio esmaltado de la Deutsche Gussstahlkugel und Maschinenfabrik (Museo Ford den Hartogh, Países Bajos)

Durante la primera fase de expansión, en 1896/97, la empresa empleaba alrededor de 700 trabajadores. El primer dividendo repartido por la empresa fue del 30%. Debido a las altas ganancias, los financieros de toda Alemania se dieron cuenta de que la industria de los rodamientos de bolas era una inversión de capital atractiva y se fundaron numerosas nuevas compañías competidoras, de manera que la sobreproducción resultante condujo al colapso del mercado, y el número de empleados volvió a caer a 120. La estrecha colaboración con ZF Sachs, la empresa del Ernst Sachs (yerno de Höpflinger), fue decisiva para el resurgimiento de la empresa a partir de 1903.
En vísperas de la Primera Guerra Mundial, Fries & Höpflinger AG empleaba a casi 2000 personas. Durante la guerra, la empresa se dedicó a la producción de granadas y balas. El dividendo fue de hasta el 25%.

### Adquisición por parte de SKF
La industria de rodamientos de bolas y rodillos estaba dominada por un cartel que permitió a la empresa establecerse como uno de los líderes del mercado en la década de 1920, pero las ganancias obtenidas siguieron siendo escasas, y la compañía fue repetidamente objeto de especulaciones de adquisición. En 1929, el grupo sueco SKF adquirió la mayoría de las acciones y fusionó la empresa con cinco competidores para formar la Vereinigte Kugellagerfabriken AG (desde 1953, SKF GmbH).

### Factorías

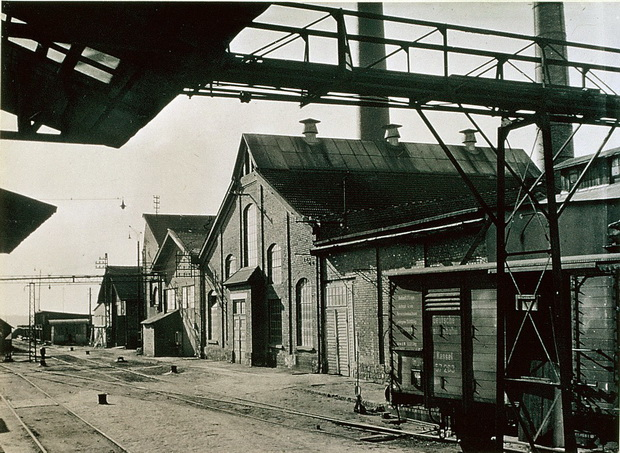
Planta Sur de Fries & Höpflinger AG en Oberndorf en 1929 (actualmente, Planta 2 de SKF)

Todas las instalaciones de producción de la empresa estaban ubicadas en Schweinfurt. La planta principal estaba en el límite suroeste del casco urbano, no muy lejos de la línea férrea principal cercana al río Meno, pero sin una vía de derivación hasta la fábrica. Una segunda planta situada al sur de la ciudad estaba ubicada en Oberndorf, con una vía muerta que le daba acceso a la Estación Principal de Schweinfurt, en el emplazamiento de la actual Planta 2 de SKF.
El trabajo principal se desarrollaba entre el distrito de Gründerzeit y el río Meno, en el lugar de la posterior fábrica de la VKF (o SKF 1). En ese momento, las calles Sattlerstrasse y Cramerstrasse proseguían hacia el sur más allá de la calle Schrammstrasse, hasta lo que entonces era la Schultesstrasse (hoy Gunnar-Wester-Strasse) a orillas del río Meno. La fábrica ocupaba casi toda una manzana. En los períodos anterior y posterior a la Primera Guerra Mundial, se produjo un desarrollo perimetral alrededor de la esquina noroeste (Schrammstrasse/Cramerstrasse), donde se edificaron bloques de apartamentos de varias plantas. Después de la Primera Guerra Mundial, la factoría se convirtió casi por completo en una fábrica nueva y moderna, que a su vez fue destruida casi por completo durante la Segunda Guerra Mundial como instalación intermedia de la Planta 1 de la VKF.

### Integración de la planta principal en VKF/SKF
Después de la Segunda Guerra Mundial, las calles Sattlerstrasse y Cramerstrasse se integraron en la planta de VKF como vías de servicio internas de sus instalaciones al sur de Schrammstrasse. El área de la antigua fábrica principal de Fries & Höpflinger fue reconstruida unos años después de la guerra al estilo de la década de 1930, con altos edificios de ladrillos con estructura de hormigón. Un legendario ascensor de madera del tipo Paternóster se mantuvo en funcionamiento hasta la demolición del complejo de la fábrica en 2006, como uno de los pocos de esta clase en Alemania. Una puerta de entrada de alrededor de 1960 marcaba la entrada de la fábrica desde Cramerstraße hacia Werksstraße. El desarrollo del perímetro de la manzana con los edificios residenciales fue reemplazado por instalaciones fabriles.
En la planta sur, las chimeneas gemelas (véase la imagen de la izquierda) permanecieron hasta la Segunda Guerra Mundial, mientras que los edificios circundantes fueron reemplazados por edificios más grandes después de 1929 por la VKF.

## Edificios posteriores
El centro comercial Stadtgalerie Schweinfurt, situado en una parcela de 300 metros de largo, fue inaugurado en 2009. Se encuentra en el emplazamiento original de la planta principal de Fries & Höpflinger AG. La antigua carretera de la fábrica, extensión de la calle Sattlerstraße, en el extremo este de la Stadtgalerie, se puede utilizar nuevamente por el público como camino de paso. Dos puntos llamativos marcan hoy los extremos de la antigua planta: al este, una puerta de la fábrica de estilo modernista trasladada desde la antigua fábrica ZF Sachs 1 (más tarde VKF o Fábrica 1 de SKF) en la acera mencionada anteriormente, y al oeste una moderna fuente en el interior de la galería junto a la entrada desde la calle Cramerstraße, en la parte media del centro comercial.